# Pseudopsallus
Pseudopsallus is een geslacht van wantsen uit de familie van de Miridae (Blindwantsen). Het geslacht werd voor het eerst wetenschappelijk beschreven door Edward Payson Van Duzee in 1916.

## Soorten
Het genus bevat de volgende soorten:

- Pseudopsallus abroniae Knight, 1930
- Pseudopsallus angularis (Uhler, 1894)
- Pseudopsallus anograe Knight, 1930
- Pseudopsallus artemisicola Knight, 1930
- Pseudopsallus atriseta Van Duzee, 1916
- Pseudopsallus badger Stonedahl & Schwartz, 1988
- Pseudopsallus daleae (Knight, 1968)
- Pseudopsallus dememsus (Van Duzee, 1925)
- Pseudopsallus enceliae Stonedahl & Schwartz, 1986
- Pseudopsallus greggii Schwartz, 2005
- Pseudopsallus hixsoni Knight, 1969
- Pseudopsallus lajuntae Stonedahl & Schwartz, 1986
- Pseudopsallus lattini Stonedahl & Schwartz, 1986
- Pseudopsallus major Knight, 1969
- Pseudopsallus mojaviensis Stonedahl & Schwartz, 1986
- Pseudopsallus occidentalis Stonedahl & Schwartz, 1986
- Pseudopsallus plagiatus (Knight, 1968)
- Pseudopsallus presidio Stonedahl & Schwartz, 1986
- Pseudopsallus puberus (Uhler, 1894)
- Pseudopsallus repertus (Uhler, 1895)
- Pseudopsallus sericatus (Uhler, 1895)
- Pseudopsallus stitti (Knight, 1968)
- Pseudopsallus tiquiliae Schwartz, 2005
- Pseudopsallus tulare Stonedahl & Schwartz, 1988
- Pseudopsallus viridicans (Knight, 1930)